# Ypsolopha nemorella
Ypsolopha nemorella là một loài bướm đêm thuộc họ Ypsolophidae. Nó được tìm thấy ở miền bắc và Trung Âu.
Sải cánh dài 21–24 mm. Con trưởng thành bay từ tháng 7 đến tháng 8. Nó là một trong các loài lớn hơn thuộc chi Ypsolopha.
Ấu trùng ăn các loài Lonicera.

## Hình ảnh

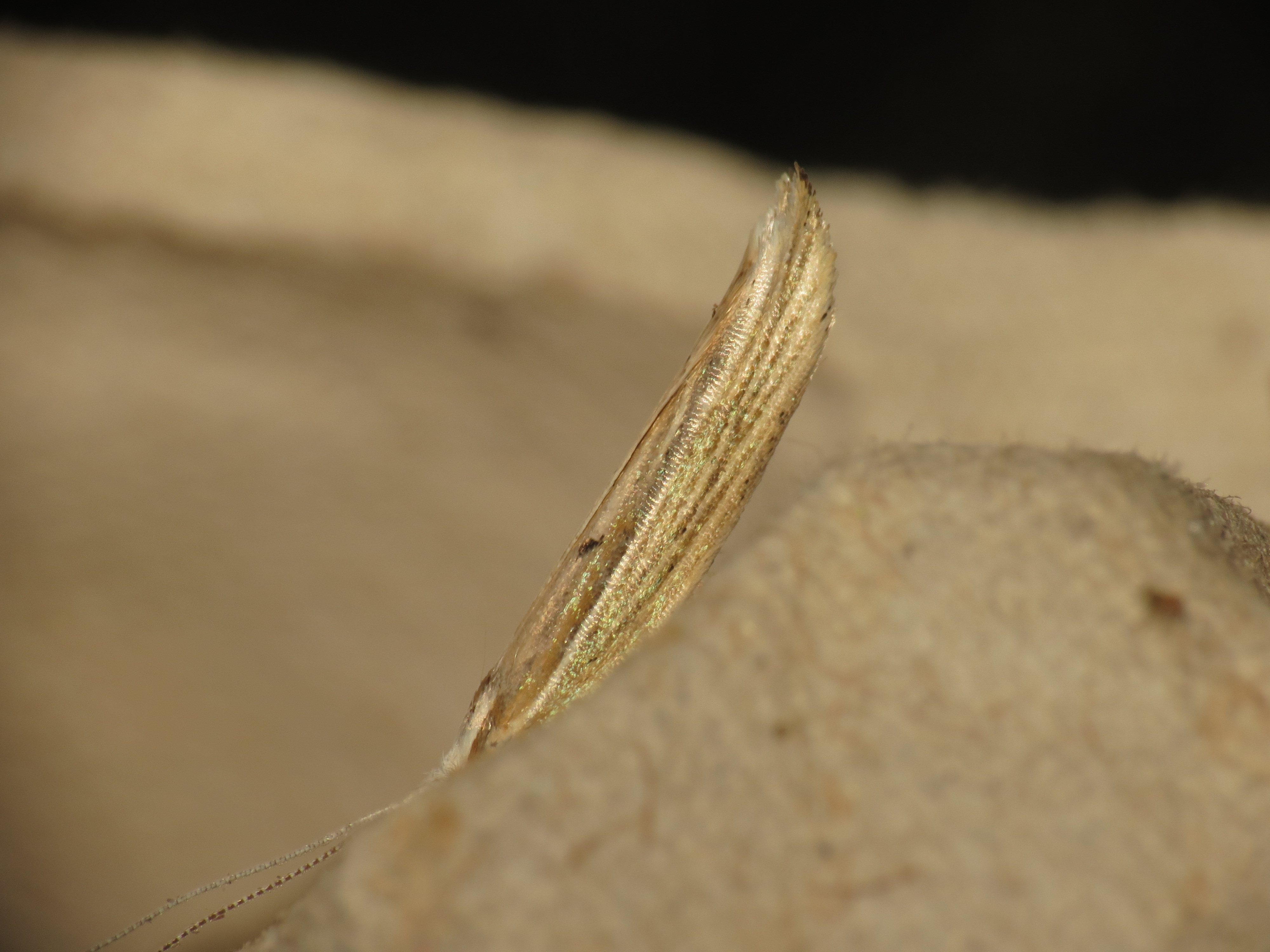
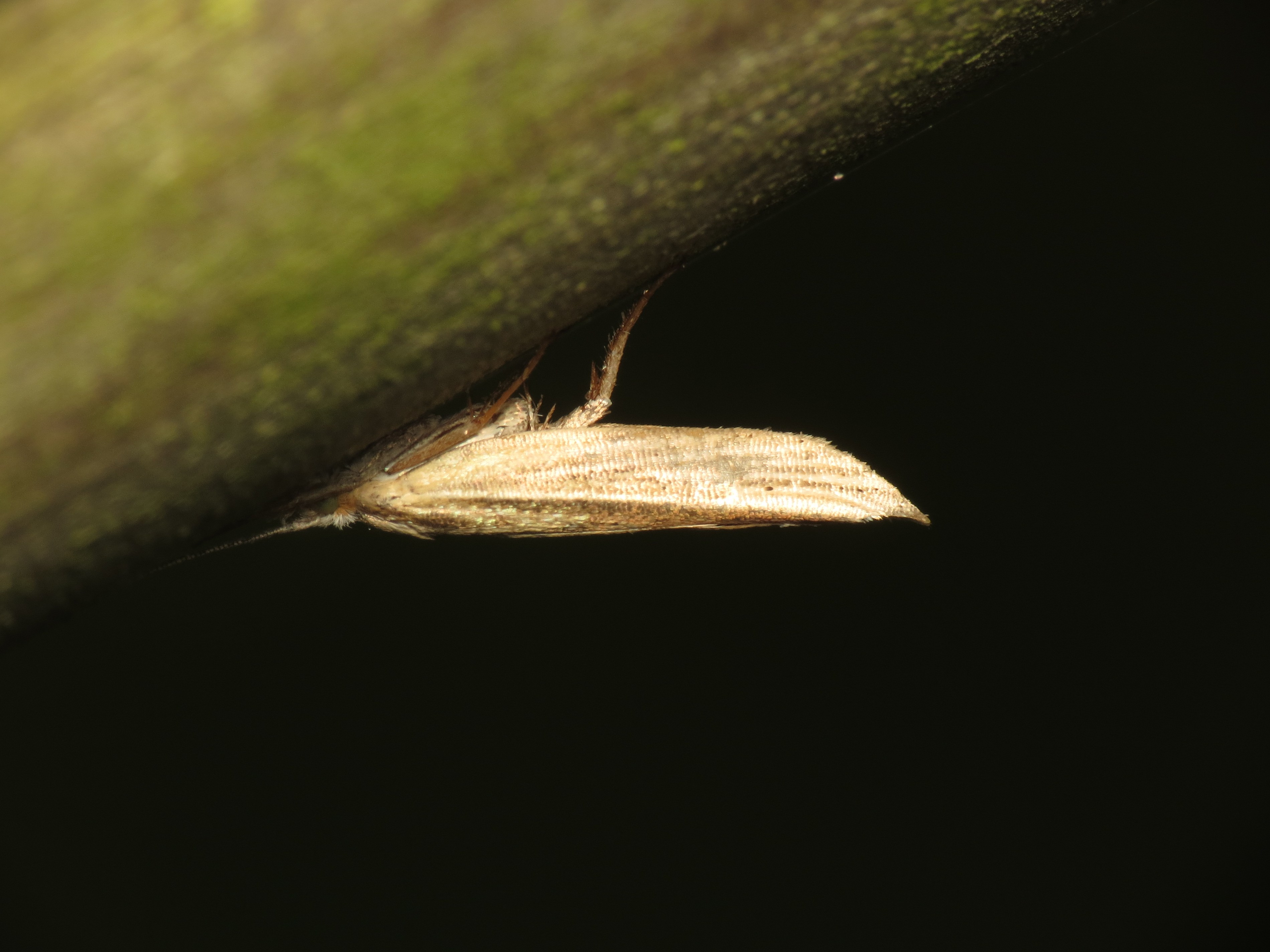